# Орден Почёта (Россия)
О́рден Почёта — государственная награда Российской Федерации. Учреждён Указом Президента Российской Федерации от 2 марта 1994 г. № 442. Статут и описание ордена Почёта утверждены Указом Президента Российской Федерации от 7 сентября 2010 № 1099 (с последовавшими изменениями).

## Статут ордена
Орденом Почёта награждаются граждане Российской Федерации:
- за достижение высоких производственно-экономических показателей в промышленности, строительстве, сельском хозяйстве, связи, энергетике и на транспорте, связанных с преимущественным использованием инновационных технологий в процессе производства, существенным повышением уровня социально-экономического развития регионов Российской Федерации;
- за заслуги в модернизации российской системы здравоохранения, направленной на значительное улучшение качества предоставления медицинских услуг населению, а также разработку и широкое практическое внедрение современных инновационных методов диагностирования и лечения заболеваний; — пункт утратил силу 19 ноября 2021 года
- за достижения в научно-исследовательской деятельности, позволившие обеспечить России значительное научное и технологическое преимущество в различных отраслях науки, повысить уровень внутреннего производства конкурентоспособной высокотехнологичной продукции;
- за заслуги в усовершенствовании российской системы образования, направленном на значительное улучшение качества предоставляемого образования, системы подготовки специалистов для нужд различных отраслей российской экономики и иных сфер деятельности, повышение международного престижа российских учебных заведений;
- за значительный вклад в сохранение, популяризацию и развитие российской культуры, искусства, истории и русского языка, связанные с повышением уровня культурно-гуманитарного развития граждан и патриотическим воспитанием подрастающего поколения;
- за особо плодотворную государственную, благотворительную и общественную деятельность;
- за заслуги в продвижении, поддержке и популяризации детского и юношеского спорта, а также спорта высших достижений, позволившие существенно повысить уровень физической активности населения и обеспечить России мировое лидерство в отдельных видах спорта;
- за иные заслуги и отличия перед Российской Федерацией.

Награждение орденом Почёта, как правило, производится при условии наличия у гражданина Российской Федерации, представленного к ордену, иных государственных наград Российской Федерации, в том числе одного из орденов Российской Федерации.
Орденом Почёта могут быть награждены военно-медицинские организации за большой вклад в развитие здравоохранения в Российской Федерации, а также за разработку и широкое внедрение современных инновационных методов диагностирования и лечения заболеваний.
Орденом Почёта могут быть награждены федеральные государственные образовательные организации высшего образования системы МВД России и их обособленные структурные подразделения (филиалы) за значительные достижения в подготовке квалифицированных кадров.
Орденом Почёта могут быть также награждены иностранные граждане за особые заслуги в развитии двусторонних (многосторонних) отношений с Российской Федерацией в сфере экономики, науки, образования, здравоохранения, культуры и иные заслуги.

### Порядок ношения
- Знак ордена Почёта носится на левой стороне груди и при наличии других орденов Российской Федерации располагается после знака ордена «За заслуги в культуре и искусстве»[5].
- Для особых случаев и возможного повседневного ношения предусматривается ношение миниатюрной копии знака ордена Почёта, которая располагается после миниатюрной копии знака ордена «За заслуги в культуре и искусстве»[5].
- При ношении на форменной одежде ленты ордена Почёта на планке она располагается после ленты ордена «За заслуги в культуре и искусстве»[5].
- На гражданской одежде носится лента ордена Почёта в виде розетки, которая располагается на левой стороне груди[6].

## Описание ордена
Знак ордена Почёта из серебра с эмалью. Он представляет собой восьмиконечный крест, в центре которого — круглый медальон, покрытый белой эмалью, с объёмным изображением Государственного герба Российской Федерации, окаймлённого лавровым венком. Диаметр знака ордена — 42 мм. На оборотной стороне знака — номер знака ордена.
Знак ордена при помощи ушка и кольца соединяется с пятиугольной колодкой, обтянутой шёлковой, муаровой лентой синего цвета с белой продольной полоской. Ширина ленты — 24 мм, ширина белой полоски — 2,5 мм. Белая полоска отстоит от правого края ленты на 5 мм.
Миниатюрная копия знака ордена Почёта носится на колодке. Расстояние между концами креста — 15,4 мм, высота колодки от вершины нижнего угла до середины верхней стороны — 19,2 мм, длина верхней стороны — 10 мм, длина каждой из боковых сторон — 16 мм, длина каждой из сторон, образующих нижний угол, — 10 мм.
При ношении на форменной одежде ленты ордена Почёта используется планка высотой 8 мм, ширина ленты — 24 мм.
На ленте ордена Почёта в виде розетки крепится миниатюрное изображение знака ордена из металла с эмалью. Расстояние между концами креста — 13 мм. Диаметр розетки — 15 мм.

## Награждённые орденом
см. Кавалеры ордена Почёта

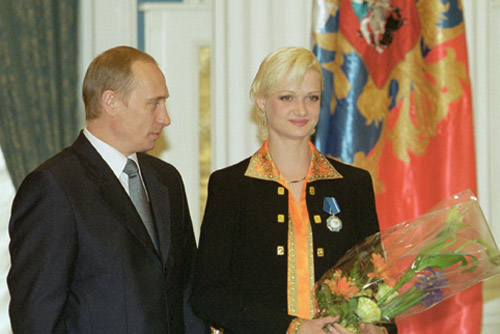
Президент России В. Путин и награждённая орденом — 2-кратная олимпийская чемпионка Светлана Хоркина. 8 июня 2001 года

- Первыми награждёнными стали спортсмены и тренеры по итогам XVII зимних Олимпийских игр 1994 года.

- Андрей Владимирович Скоч[7][8] (13 декабря 2010 года) — депутат Государственной думы Федерального собрания Российской Федерации III, IV, V, VI и VII созывов[9][10][11].

## Двойные награждения
- Антонов, Анатолий Иванович (род. 1955) — заместитель министра обороны Российской Федерации
- Дубинин, Валентин Степанович (род. 1946) — государственный деятель, предприниматель
- Колесников, Сергей Иванович (род. 1950) — учёный, действительный член РАН
- Миленина, Анна Александровна (род. 1986) — биатлонистка и лыжница, семикратная паралимпийская чемпионка
- Плющенко, Евгений Викторович (род. 1982) — фигурист, двукратный олимпийский чемпион

## Награждённые учреждения
- 15 апреля 1996 года Московский театр «Современник» был награждён орденом Почёта, за большой вклад в современное театральное искусство, заслуги в эстетическом воспитании молодёжи и широкое общественное признание[12].
- 8 августа 2023 года Академия Государственной противопожарной службы МЧС России была награждена орденом Почёта, за значимые достижения в подготовке квалифицированных кадров и плодотворную научную деятельность в сфере пожарной безопасности.
- 1 сентября 2023 года Тверское суворовское военное училище было награждено орденом Почёта, за большой вклад в воспитание молодёжи в духе патриотического служения Отечеству
- 1 сентября 2023 года Нахимовское военно-морское училище в Санкт-Петербурге было награждено орденом Почёта, за большой вклад в воспитание молодёжи в духе патриотического служения Отечеству[13].
- 22 июля 2024 года коллектив комбайнового завода «Ростсельмаш» награждён орденом Почёта, за большой вклад в развитие сельскохозяйственного машиностроения и высокие показатели в производственной деятельности[14].
- 29 июля 2024 года коллектив Выставки достижений народного хозяйства награждён орденом Почёта, за большой вклад в реализацию общественно значимых проектов и активную культурно-просветительскую деятельность[15].
- 17 августа 2024 года коллектив Санкт-Петербургской региональной общественной организации «Клуб Дзюдо Турбостроитель» награждён орденом Почёта, за большой вклад в развитие и популяризацию дзюдо в Российской Федерации, активную общественную деятельность[16].
- 26 сентября 2024 года коллектив автономной некоммерческой организации «Аналитический центр при Правительстве Российской Федерации» награждён орденом Почёта, за большой вклад в информационно-аналитическое обеспечение деятельности Правительства Российской Федерации и достигнутые трудовые успехи[17].
- 26 сентября 2024 года коллектив акционерного общества «Петербургский тракторный завод» награждён орденом Почёта, за большой вклад в развитие отечественного машиностроения и высокие показатели в производственной деятельности[18].
- 1 октября 2024 года Московское суворовское военное училище было награждено орденом Почёта, за большой вклад в воспитание молодёжи в духе патриотического служения Отечеству.[19].
- 8 декабря 2024 года коллектив федерального государственного унитарного предприятия «Московский эндокринный завод» награждён орденом Почёта, за вклад в развитие фармацевтической промышленности и достигнутые трудовые успехи[20].
- 8 декабря 2024 года коллектив федерального государственного бюджетного образовательного учреждения высшего образования «Московская государственная академия ветеринарной медицины и биотехнологии — МВА имени К. И. Скрябина» награждён орденом Почёта, за заслуги в подготовке высококвалифицированных специалистов для агропромышленного комплекса России и научно-педагогической деятельности[20].
- 24 января 2025 года коллектив акционерного общества «Издательский дом «Комсомольская правда» награждён орденом Почёта, за заслуги в развитии средств массовой информации и многолетнюю плодотворную деятельность[21].
- 10 февраля 2025 года коллектив федерального государственного бюджетного образовательного учреждения «Международный детский центр «Артек» награждён орденом Почёта, за заслуги в области образования, вклад в воспитание, оздоровление детей и в связи со 100-летием со дня создания[22].
- В феврале 2025 года завод «Барнаултрансмаш» награждён орденом Почёта[23].
- В феврале 2025 года Санкт-Петербургский университет Государственной противопожарной службы МЧС России награждён орденом Почёта[24].
- 16 апреля 2025 года коллектив федерального государственного бюджетного образовательного учреждения высшего образования «МИРЭА — Российский технологический университет», город Москва награждён орденом Почёта, за большой вклад в подготовку высококвалифицированных специалистов и многолетнюю добросовестную работу[25].
- 16 апреля 2025 года коллектив акционерного общества «Оскольский электрометаллургический комбинат имени Алексея Алексеевича Угарова», Белгородская область награждён орденом Почёта, за достигнутые трудовые успехи в металлургической отрасли[25].
- 5 мая 2025 года коллектив федерального государственного бюджетного образовательного учреждения высшего образования «Ставропольский государственный аграрный университет» награждён орденом Почёта, за заслуги в подготовке высококвалифицированных специалистов для агропромышленного комплекса России и научно-педагогической деятельности[26].
- 24 июня 2025 года коллектив федерального государственного бюджетного образовательного учреждения высшего образования «Новосибирский государственный технический университет» награждён орденом Почёта, за заслуги в области науки и образования, подготовке высококвалифицированных специалистов[27].
- 24 июня 2025 года коллектив федерального государственного бюджетного учреждения науки Института проблем механики имени А. Ю. Ишлинского Российской академии наук, город Москва награждён орденом Почёта, за заслуги в области науки и образования, подготовке высококвалифицированных специалистов[27].
- В июле 2025 года Московский университет Министерства внутренних дел Российской Федерации имени В. Я. Кикотя награждён орденом Почёта, за успехи в подготовке квалифицированных кадров и плодотворную научную деятельность в правоохранительной сфере[28].
- 31 июля 2025 года коллектив акционерного общества «Внешнеэкономическое объединение «Промсырьеимпорт», город Москва награждён орденом Почёта, за вклад в развитие топливно-энергетического комплексаи достигнутые трудовые успехи[29].
- 31 июля 2025 года коллектив федерального государственного бюджетного образовательного учреждения высшего образования «Всероссийский государственный университет юстиции (PПA Минюста России)», город Москва награждён орденом Почёта, за заслуги в научно-педагогической деятельности и подготовке высококвалифицированных специалистов в области юриспруденции[29].
- 6 августа 2025 года коллектив общества с ограниченной ответственностью «ЛУКОЙЛ-Западная Сибирь», Ханты-Мансийский автономный округ — Югра награждён орденом Почёта, За большоЙ вклад в развитие нефтегазодобывающей промышленности и достигнутые трудовые успехи[30].
- 6 августа 2025 года коллектив акционерного общества «Русское Радио-Евразия», город Москва награждён орденом Почёта, За вклад в развитие средств массовой информации и многолетнюю плодотворную деятельность[30].
- 16 августа 2025 года коллектив акционерного общества «Московский мельничный комбинат № 3» награждён орденом Почёта, За вклад в развитие пищевой индустрии и достигнутые трудовые успехи[31]